# Río Meghna
El río Meghna es un río muy importante del sur de Asia, uno de los tres ríos que fluye en el delta del Ganges, el delta mayor del mundo, que se forma por el desagüe de tres ríos principales: el Ganges, el Brahmaputra y el Meghna, además de múltiples canales y distributarios que se entrecruzan entre ellos. Los cauces principales varían de nombre según los tramos, siendo el Meghna, pese a ser el menos importante, el que conserva el nombre en su tramo final. Ese tramo final se forma por la confluencia del propio río Megna y del Padma; el Padma, a su vez, es el nombre que lleva el Ganges desde su ingreso en Bangladés, y el Yamuna (el nombre del Brahmaputra en Bangladés, es uno de sus afluentes. El río Meghna nace en Bangladés por la conexión de diferentes ríos  provenientes de las regiones montañosas del este de la India. El río encuentra al río Padma en el distrito de Chandpur. En su último recorrido fluye cerca del golfo de Bengala en el distrito de Bhola. El Meghna es el más amplio entre todos los ríos que corren dentro de Bangladés. Una vez cerca de Bhola, el Meghna tiene 12 kilómetros de ancho. Este río sigue casi una línea recta en su camino. A pesar de su apariencia tranquila, es la causa de la mayor parte de muertes cada año en el país. El lugar cercano a Chandpur es muy peligroso y ha reclamado cientos de vidas en los años pasados.